# Psara obscuralis
Psara obscuralis is een vlinder uit de familie van de grasmotten (Crambidae). De wetenschappelijke naam van de soort is voor het eerst geldig gepubliceerd in 1863 door Julius Lederer.
De soort komt voor in de Verenigde Staten, Mexico, Nicaragua en Costa Rica.